# Mosch (Prosa)
Mosch. Ein Film ist ein Buch von Tankred Dorst, das 1980 zum gleichnamigen Film des Autors bei Suhrkamp erschien.

## Zeit und Ort
Die Zeit kann aus dem Kontext erraten werden. Die Währungsreform ist Geschichte und der Marshallplan trägt in Deutschland Früchte. Also läuft die Handlung etwa Anfang der 1950er Jahre. Ort der Handlung ist eine Seifenpulverfabrik in Wuppertal.

## Handlung
Der junge Arno Frühwaldt war nach dem Kriege in Gefangenschaft geraten. Nun kommt er aus der Ostzone nach Wuppertal. An der Seite seiner Tante, der Frau Kapellmann, soll er die Fabrik seines Großvaters übernehmen. Arno hat ein Viertel der Fabrik geerbt. Der Rest gehört der Tante. Trotzdem wird der junge Mann von den Beschäftigten mit Chef angeredet.
Aber seit dem Tode des Großvaters – über den Krieg hinweg und über die Währungsreform – ist der alte Herr Mosch der kaufmännische Leiter.
Arno hat zwar weder das Abitur noch einen reellen Beruf, trotzdem will er die Fabrik wieder in Schuss bringen. Dabei ist ihm Herr Mosch im Wege. Und Arno braucht das Geld von der Tante. Die hält sich zurück. Im Büroalltag gibt es zwischen den beiden Herren Differenzen. Mosch will sich nicht herausdrängen lassen, denn er ist fünfzig Jahre schon in der Fabrik beschäftigt. Der Witwer steht allein da. Sein Sohn ist aus dem Kriege nicht zurückgekommen. Als Mosch durch ein dummes Versehen ums Leben kommt, will die Tante auf einmal Geld für dringend notwendige Investitionen herausrücken. Der junge Mann verzichtet sowohl auf das Geld der Tante als auch auf die Klitsche, wie die Seifenpulverfabrik geschimpft wird. Es sieht ganz so aus, als fasse Arno eine Karriere beim Kabarett „Stichlinge“ ins Auge.

## Film
1980 produzierte der WDR den Film Mosch, Regie Tankred Dorst, nach einem Drehbuch von Tankred Dorst und Ursula Ehlert. Im selben Jahr schrieb Dorst das Buch zum Film, das im Suhrkamp-Verlag, ergänzt um Fotomaterial von Peter Pabst, veröffentlicht wurde.